# Rososz (Ostrołęka)
Pour les articles homonymes, voir Rososz.
Rososz (prononciation : [ˈrɔsɔʂ]) est un village polonais de la gmina de Kadzidło dans le powiat d'Ostrołęka de la voïvodie de Mazovie dans le centre-est de la Pologne.

## Histoire
De 1975 à 1998, le village appartenait administrativement à la voïvodie d'Ostrołęka.